# Haus Sack

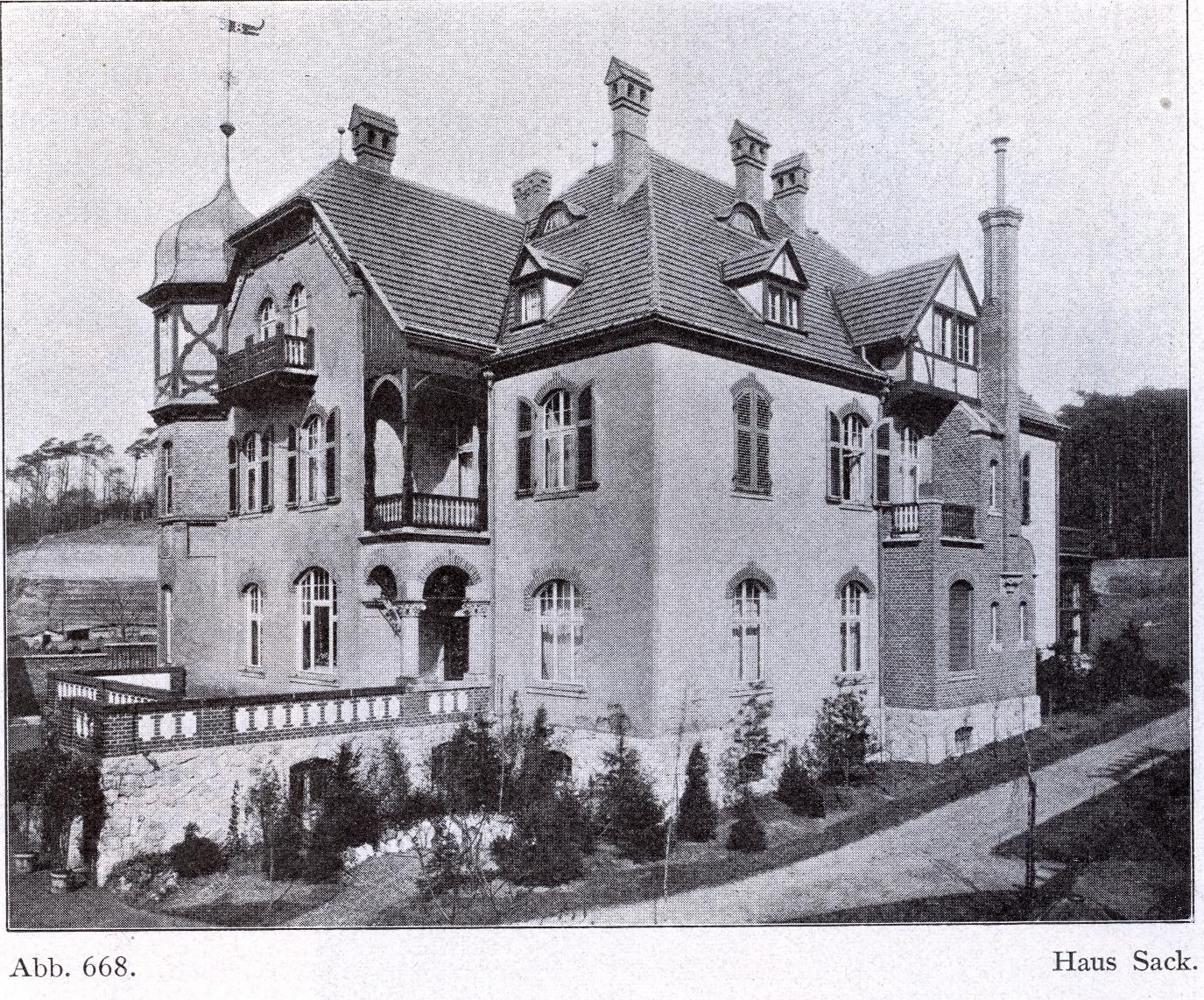
Haus Sack

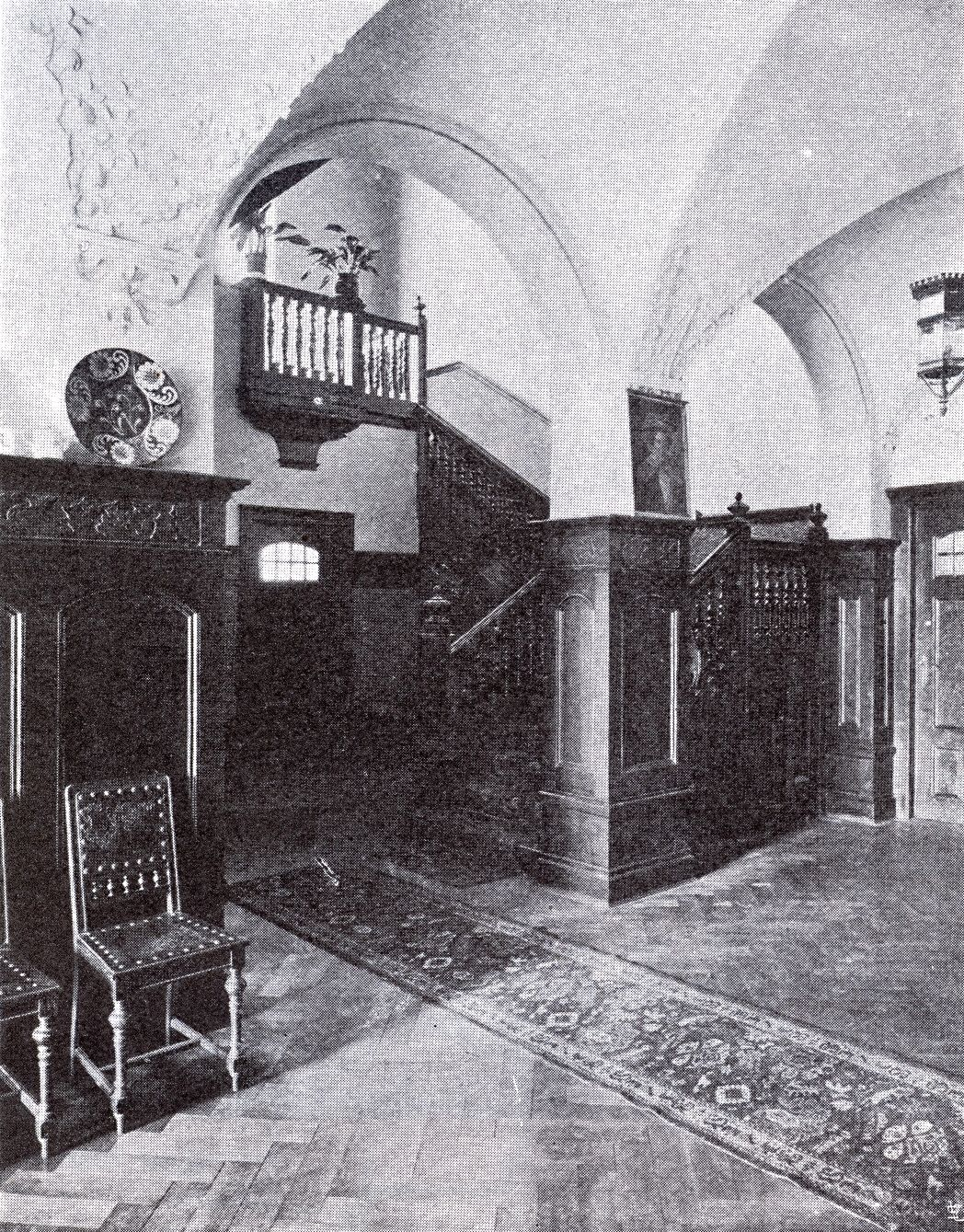
Haus Sack, Diele

Das Haus Sack in Düsseldorf-Ludenberg befindet sich an der Ernst-Poensgen-Allee 5 am Fuße des Grafenberger Waldes.

## Geschichte
Das Anwesen wurde 1899 von dem Architekten Thilo Schneider für den Industriellen Hugo Sack errichtet. Nach dem Krieg befand sich bis 2003 in dem Haus eine Ausstellung von Werken des Bildhauers Bernhard Sopher. Nach längerem Leerstand sollte das Anwesen ab 2007 in Eigentumswohnungen umgewandelt werden. Im Rahmen der Umbauarbeiten kam es zu erheblichen Veränderungen der Bausubstanz, was schließlich zur Stilllegung der Baustelle führte. Im Jahre 2010 wurden die Umwandlung in Teileigentum und die Vermarktung abgeschlossen.

## Baubeschreibung

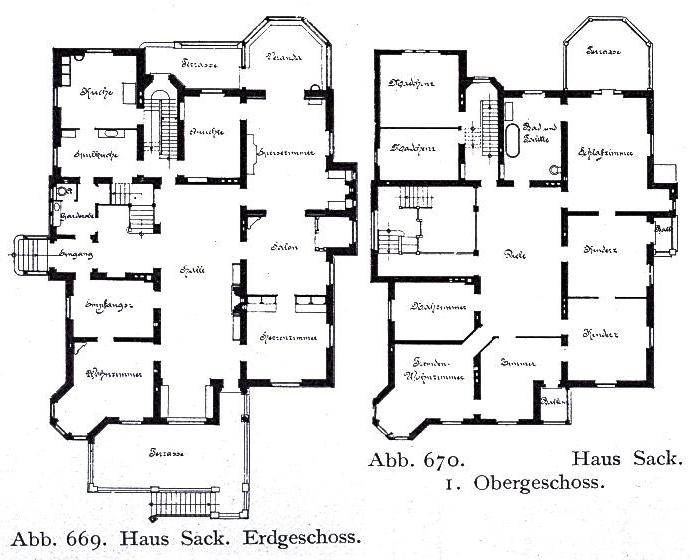
Ursprünglicher Grundriss von Erd- und Obergeschoss

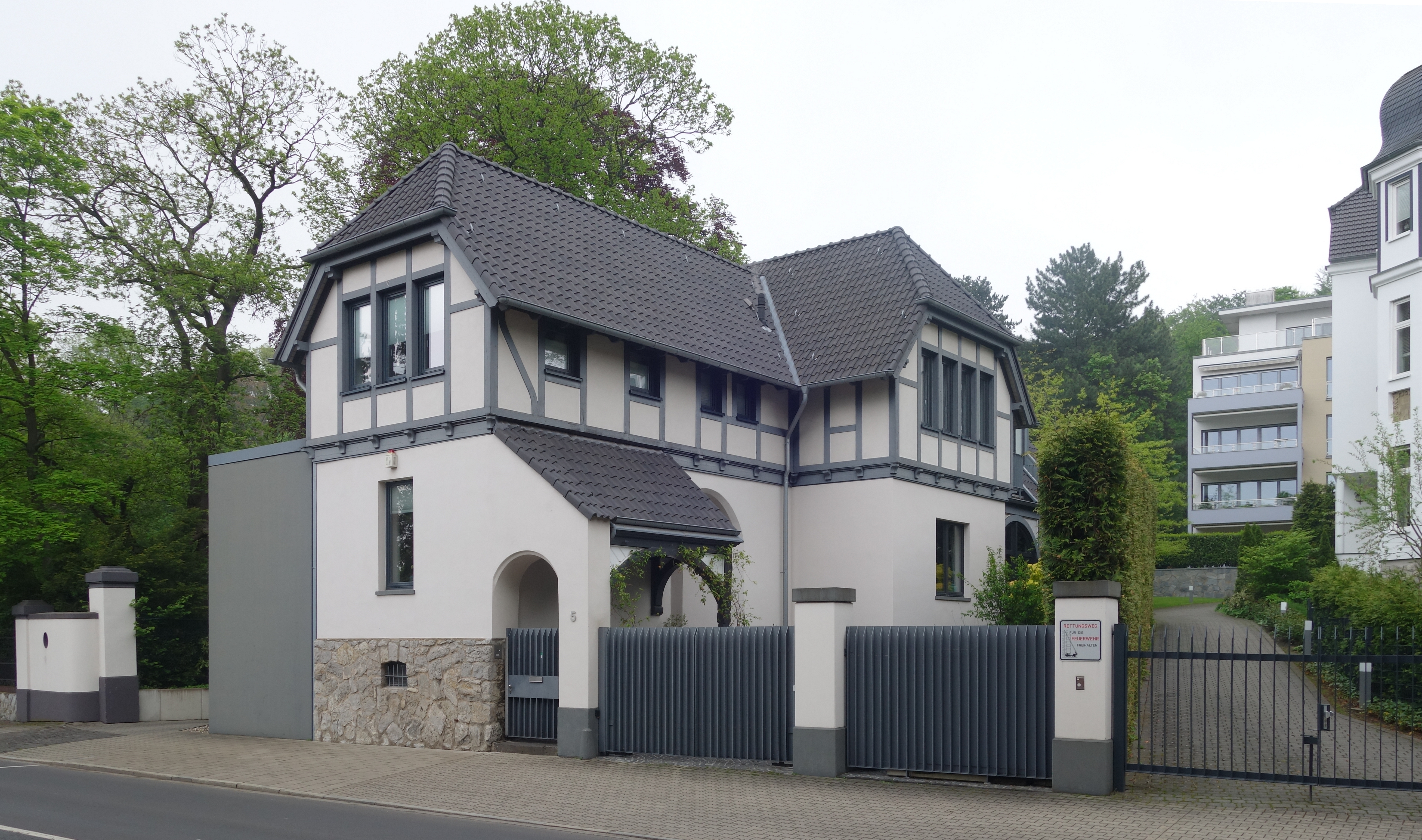
Umgebautes Haus Sack, Außenansicht (2021)

Das zweigeschossige Wohnhaus bildete „mit den Nebengebäuden einen geschlossenen Herrschaftssitz“. Im Erdgeschoss befanden sich die Wohn- und Wirtschaftsräume. Die Wirtschaftsräume waren geräumig und standen in unmittelbarem Zusammenhang mit der Nebentreppe. An die Anrichte schloss sich der Speisesaal an. Dem Saal schlossen sich Salon und Herrenzimmer an. Wohn- und Empfangszimmer waren mit dem Speisesaal durch eine Halle verbunden. Im Obergeschoss befanden sich Schlaf- und Kinderzimmer. Das Gebäude wurde später umgebaut.